# DO YA!
「DO YA!」（ドウ・ヤ）は、The KIX-Sのシングル。1997年9月3日に、RCAアリオラジャパンから発売された。

## 背景、音楽性
表題曲は、アサヒビール『フーパーズ・フーチ』のCMソングに使用された。
C/W「NEVER RUN TO YOU」は浜口司が初めて作曲を手がけた。

## 収録曲
| 全作詞: 浜口司、全編曲: The KIX-S & ファンキー末吉。 |                           |           |          |      |
| #                                                    | タイトル                  | 作詞      | 作曲     | 時間 |
| 1.                                                   | 「DO YA!」                | 浜口司    | 安宅美春 | 3:45 |
| 2.                                                   | 「NEVER RUN TO YOU」      | 浜口司    | 浜口司   | 4:12 |
| 3.                                                   | 「DO YA!」(BACKING TRACK) | 浜口司    |          | 3:45 |
| 合計時間:                                            | 合計時間:                 | 合計時間: | 11:42    |      |

## 参加ミュージシャン
- 浜口司 - ボーカル
- 安宅美春 - ギター
  - ファンキー末吉（爆風スランプ） - ドラムス、キーボード